# Toshio Hosokawa

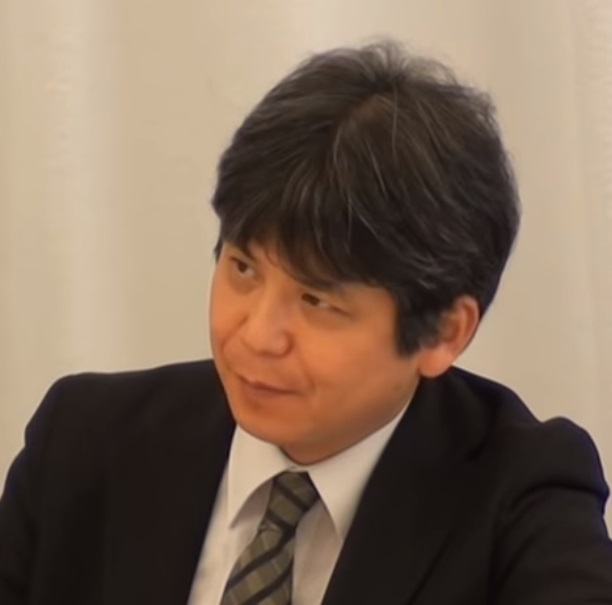
Toshio Hosokawa

Toshio Hosokawa (Japans: 細川俊夫, Hosokawa Toshio) (Hiroshima, 23 oktober 1955) is een Japans componist. 
Hosokawa begon zijn muzikale carrière met pianospel op 4-jarige leeftijd. Zijn muziekgevoel kreeg hij mee van zijn moeder, een verdienstelijk bespeler van de koto. Hijzelf vond de klanken van de koto te eentonig en saai en wendde zich tot muziek van Mozart, Beethoven, Bach en Schubert. Op 16-jarige leeftijd ging hij studeren in Tokio en bezocht daar ook concerten. Voor hem ging een nieuwe wereld open toen hij tijdens een concert muziek hoorde van Isang Yun, de Koreaanse componist, die toen over de gehele wereld furore maakte. Hij was zich toen onvoldoende bewust van de muzikale ontwikkeling van de Oosterse klassieke muziek en kon via Yun de weg naar de meer oudere muziek van China, Japan en Korea terugvinden. Ook muziek van Olivier Messiaen en Toru Takemitsu  lieten sporen achter. Hij ging vanaf 1976 bij Yun studeren, in Berlijn aan het Universiteit van de Kunsten in Berlijn.
Vanaf 1983 tot 1986 kwam een vervolgstudie aan de Hochschule für Musik Freiburg bij Brian Ferneyhough en  Klaus Huber. Deze laatste gaf hem in 1985 de gelegenheid zich een half jaar te verdiepen in de traditionele Japanse muziek zoals de shōmyō en gagaku. 
Zijn opleidingachtergrond leidde naar composities, die een mix vormen tussen de traditionele Japanse muziek en de Europese klassieke muziek van de 20e eeuw. Hosokawa vergelijkt muziek met kalligrafie, schrijfkunst tegenover de achtergrond; muziek is geluid tegenover de stilte. Een deel van zijn vroege composities heeft de componist vernietigd.
Enige ophef veroorzaakte Hosokawa door tijdens de Darmstadt-muziekcursus van 2006 te beweren, dat Oosterse muziek uit het hart kwam en Westerse muziek uit het hoofd. Zelfs zijn leraar Huber was het daarmee geheel oneens.
In de loop der jaren ontving hij prijzen voor zijn muziek, zowel in Duitsland als in Japan. Hij is van 1998 tot 2007 huiscomponist geweest van het Tokyo Symfonie Orkest; directeur van muziekfestivals, gastdocent aan de Universiteit en schreef verhandelingen over muziek.
Hij werd in 2001 genomineerd voor lidmaatschap van de Akademie der Künste. In 2012 werd hij lid van de Bayerische Akademie der Schönen Kunste en kreeg hij van zijn eigen regering de Eremedaille met het paarse lint.

## Oeuvre (selectief)
- 1978 : Winterbird
- 1979 : Melodia, voor accordeon
- 1980 : Strijkkwartet nr. 2
- 1984-1995 : Sen I-VII
- 1985 : New Seed of Contemplation
- 1987 : Ferne-Landschaft I voor orkest
- 1988 : Fluitconcert «Per-Sonare»
- 1988 : Fragmente I
- 1989 : Preludio «Night», voor orkest
- 1989 : Death and Resurrection, voor reciteurs, solisten, koor en orkest
- 1989 : Voiceless voice in Hiroshima
- 1989 : Fragmente III
- 1991 : Birds Fragments III, voor shō en basfluit
- 1992 : Landscape I, voor strijkkwartet
- 1992 : Dawn, voor orkest
- 1992 : Vertical Time Study I, voor klarinet, cello en piano
- 1993 : Tenebrae, voor koor
- 1994 : Vertical Time Study II, voor tenorsaxofoon, piano en percussie
- 1994 : Nachtklänge, voor piano
- 1995 : Vertical Song I, voor fluit
- 1996 : Vertical Song Ib, versie voor fluit
- 1996 : Utsurohi-Nagi, voor shō en strijkorkest  met harp, celesta en percussie
- 1996 : Slow Dance, voor sextet
- 1996 : Memory, ter nagedachtenis aan Isang Yun
- 1996 : Medea Fragments I, ouverture voor kamerensemble
- 1996 : Ferne-Landschaft II, voor orkest
- 1996 : Ferne-Landshaft III, seascapes of Fukuyama, voor orkest
- 1997 : Birds Fragments IIIb, versie voor accordeon en fluit
- 1997 : Voyage I (anno 2001 zijn er 10 werken met deze titel)
- 1998 : Silent Flowers, voor strijkkwartet
- 1998 : Vision Of Lear (opera naar Shakespeare)
- 1999 : Koto-uta
- 1999 : Saxofoonconcert
- 2001 : Herbstlied
- 2002 : Somon-ka, voor ensemble
- 2003 : Garden at First Light, voor traditionele Japanse instrumenten
- 2003 : Wind from the Ocean, voor orkest
- 2003 : Counterphrases
- 2004 : Drawing
- 2004 : Hanjo, opera, libretto Anne Teresa De Keersmaeker
- 2004 : Mein Herzensgrund, unendlich tief
- 2005 : Circulating ocean (voor orkest)
- 2006 : Lotus under the moonlight
- 2007 : danses imaginaires (voor orkest)
- 2010 : Woven Dreams (orkestwerk, International British Composer Award 2013)
- 2010 : Moment of Blossoming (concerto voor hoorn)
- 2011 : Matsukaze (derde opera, geschreven voor De Munt)
- 2012 : Meditation (voor orkest)
- 2013 : Klage (voor sopraan en orkest)
- 2013 : Ancient Voices (voor blaaskwintet)
- 2014 : Im Nebel (concerto voor trompet)
- 2015 : Nach dem Sturm (twee sopranen en orkest)
- 2015 : Stilles Meer (opera)
- 2017 : Sublimation, voor cello en symfonisch orkest, plichtwerk bij de Koningin Elisabethwedstrijd 2017 (voor cello).
- 2022 : Ceremony, voor fluid en orkest

### Zonder jaartal
- Zwei Blumenlieder
- Shi no toge (filmmuziek, Sting of Death) (regie Kohei Oguru)
- Nemuru Otoko (filmmuziek, Sleeping Man) (regie Kohei Oguru)
- Cloudscapes
- Wie ein Atmen im Lichte
- In die Tiefe der Zeit
- Melodia II (accordeon)